# Sidepipes

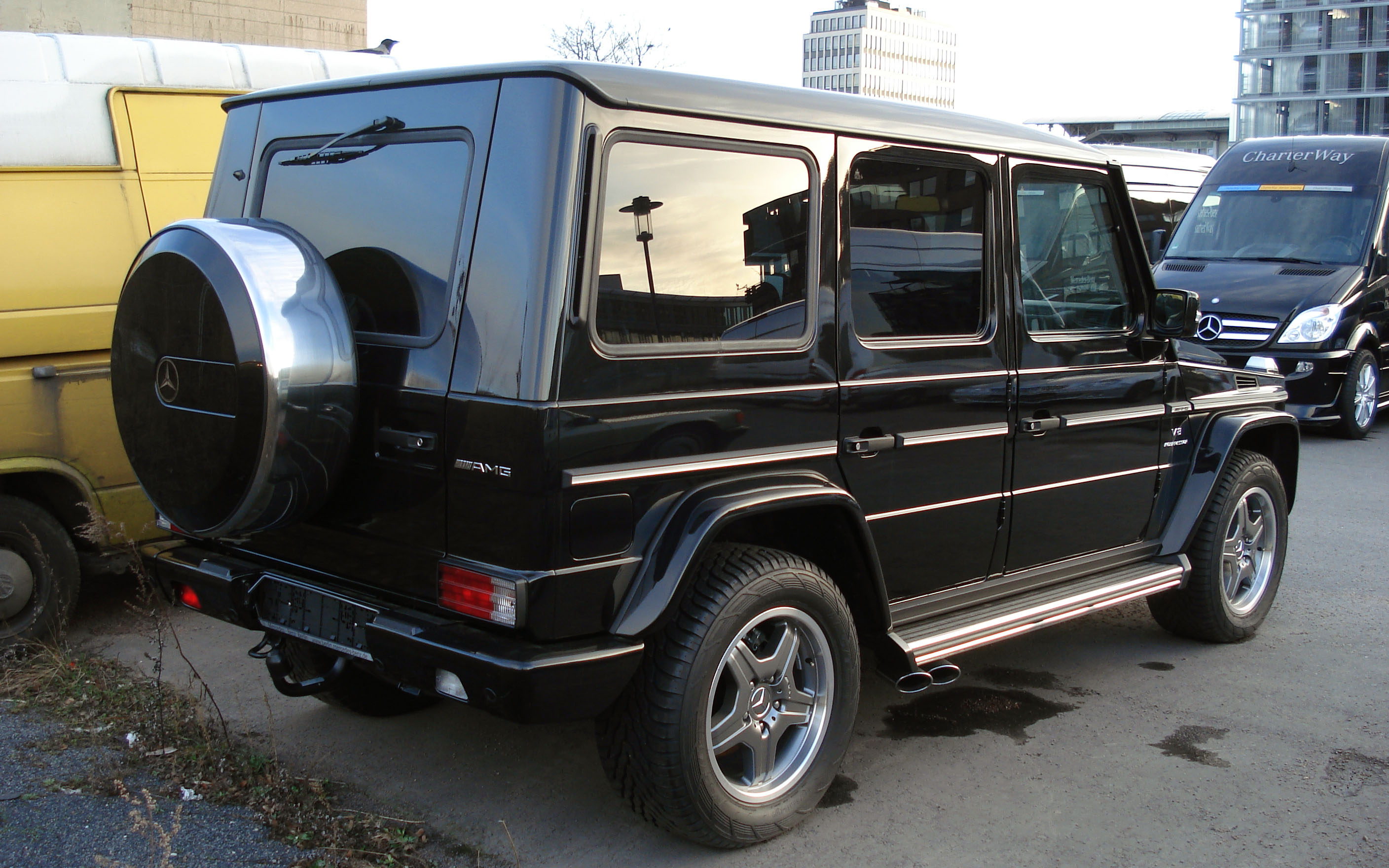
Sidepipes an einem Mercedes-Benz G 55 AMG

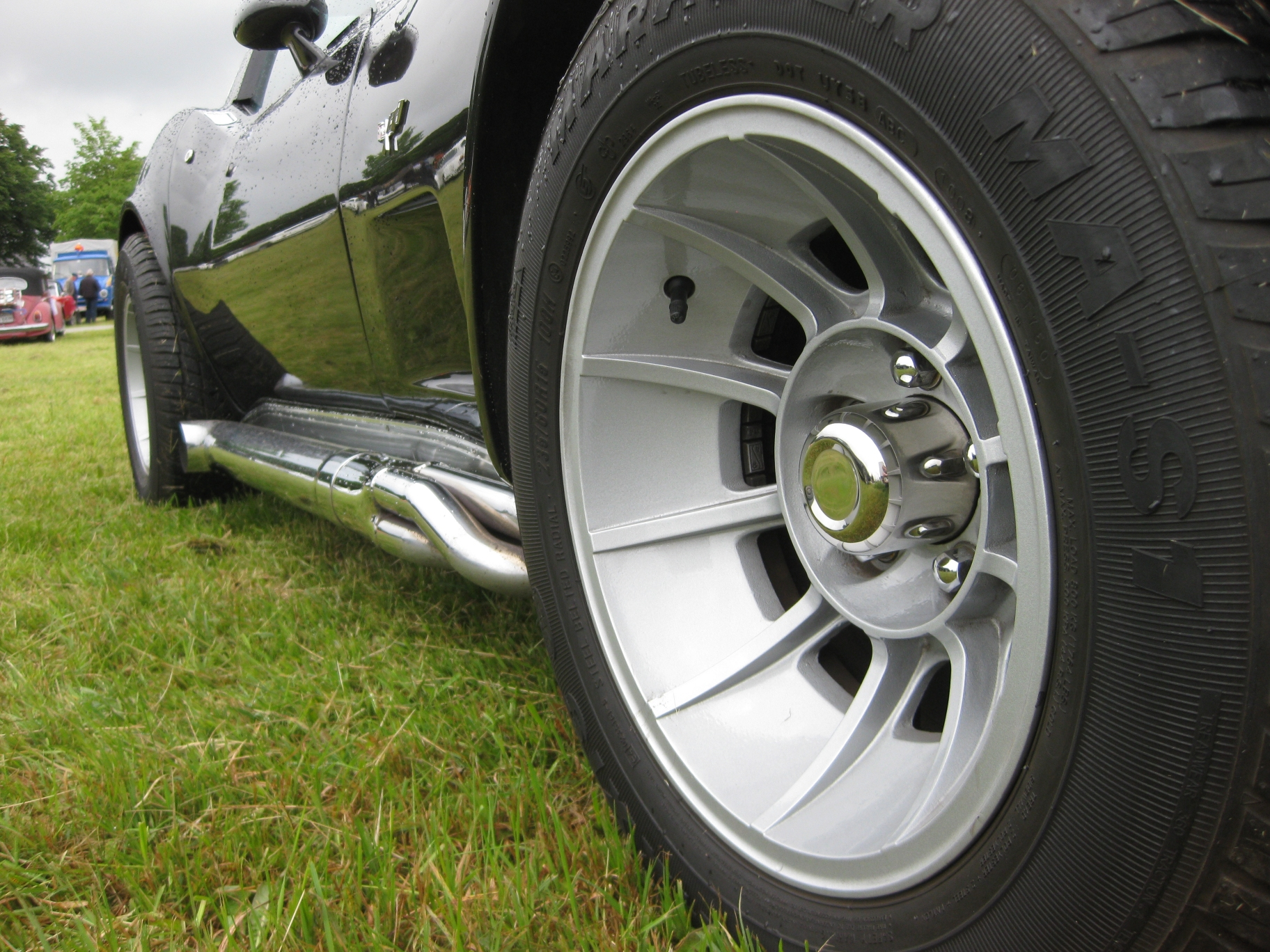
Sidepipes an einer Corvette C3

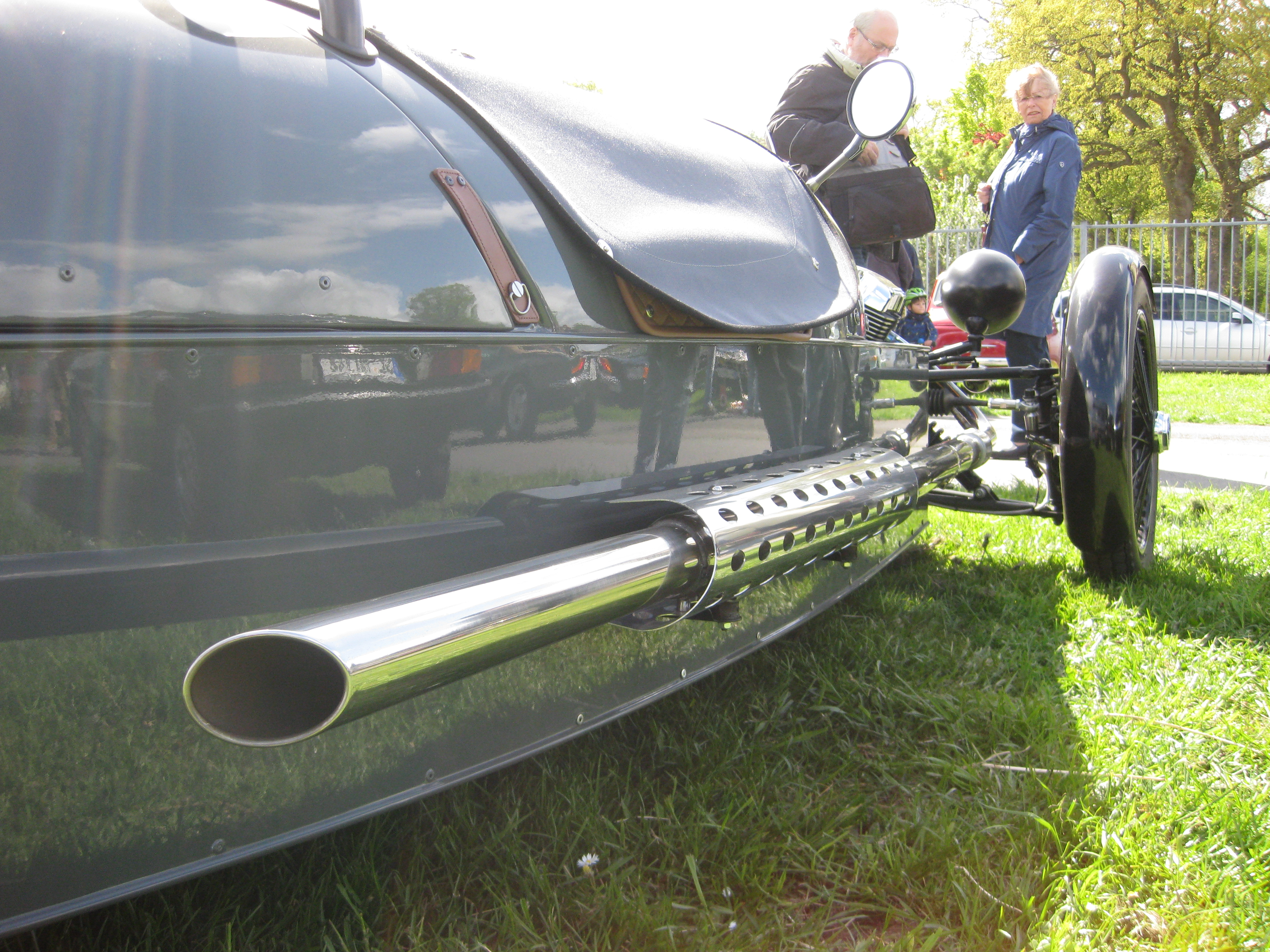
Sidepipes an einem Morgan Threewheeler

Sidepipes sind spezielle Auspuffsysteme bei Automobilen (meist Sportwagen), bei dem die Abgasendrohre nicht hinten, sondern seitlich am Fahrzeug angebracht sind.
Da Sidepipes bei Frontmotor-getriebenen Autos näher am Motor liegen und zudem oft ohne Endschalldämpfer ausgeführt sind, führt dies zu einem geringeren Abgasgegendruck und somit leicht erhöhter Leistung. Sidepipes sind in den meisten Ländern Europas für straßenzugelassene Fahrzeuge nicht erlaubt, da sie wegen des häufigen Mangels an Schalldämpfer der Geräuschnorm nicht entsprechen. Sie sind gerade dann nicht erlaubt, wenn das Auspuffrohr auf der Beifahrerseite nach oben oder horizontal nach außen gerichtet ist. Sidepipes sind sehr beliebt bei amerikanischen Fahrzeugen, da diese über den nötigen Platz zwischen Boden und Karosserie verfügen. Dies ermöglicht eine nachträgliche Montage an Fahrzeugen, welche nicht ab Werk mit Sidepipes ausgestattet sind.

## Autos mit Sidepipes
- AC Cobra
- Corvette C2
- Corvette C3
- Dodge Viper (erst seit 2006 in Europa)
- Jaguar XK-SS
- Maybach Exelero
- Mercedes-Benz 300 SLR
- Mercedes G AMG
- Mercedes-Benz SLR McLaren
- Morgan Aero 8
- Morgan Threewheeler
- Renault 4
- Willys MB